# Jlumbang
Jlumbang is een bestuurslaag in het regentschap Kediri van de provincie Oost-Java, Indonesië. Jlumbang telt 360 inwoners (volkstelling 2010).